# Sodankylä
Sodankylä [ˈsɔdɑŋkylæ] (nordsamisch Soađegilli) ist eine Gemeinde im finnischen Teil Lapplands. Sie umfasst ein über 12.000 Quadratkilometer großes und mit 8134 Einwohnern (Stand 31. Dezember 2022) nur dünn besiedeltes Gebiet in Zentrallappland. Fast zwei Drittel der Einwohner Sodankyläs leben im gleichnamigen Hauptort, der am Fluss Kitinen 95 Kilometer nördlich des Polarkreises gelegen ist. Der Nordteil des Gemeindegebiets gehört zum Siedlungsgebiet des Volks der Samen (Lappen), dessen Angehörige vier Prozent der Bevölkerung Sodankyläs ausmachen.

## Geografie

### Lage und Ausdehnung
Sodankylä liegt zentral in der Landschaft Lappland im Norden Finnlands. Das Gemeindegebiet liegt zwischen 40 und 210 Kilometer nördlich des Polarkreises und umfasst eine weite und nur sehr dünn besiedelte Fläche. Bei einer maximalen Ost-West-Ausdehnung von rund 100 Kilometer und einer Nord-Süd-Ausdehnung von 170 Kilometer hat die Gemeinde eine Fläche von 12.415,22 Quadratkilometer (fast das Fünffache Luxemburgs). Damit ist Sodankylä nach Inari flächenmäßig die zweitgrößte Gemeinde Finnlands. Bei 8134 Einwohnern ergibt sich eine äußerst geringe Bevölkerungsdichte von 0,7 Einwohnern pro Quadratkilometer Landfläche.
Nachbargemeinden und -städte von Sodankylä sind Savukoski im Osten, Pelkosenniemi und Kemijärvi im Südosten, Rovaniemi im Südwesten, Kittilä im Westen und Inari im Norden. Im Nordosten liegt die Staatsgrenze zu Russland. Die Entfernung nach Rovaniemi, der größten Stadt Lapplands, beträgt 129 Kilometer, in die Hauptstadt Helsinki sind es 944 Kilometer.

### Ortschaften

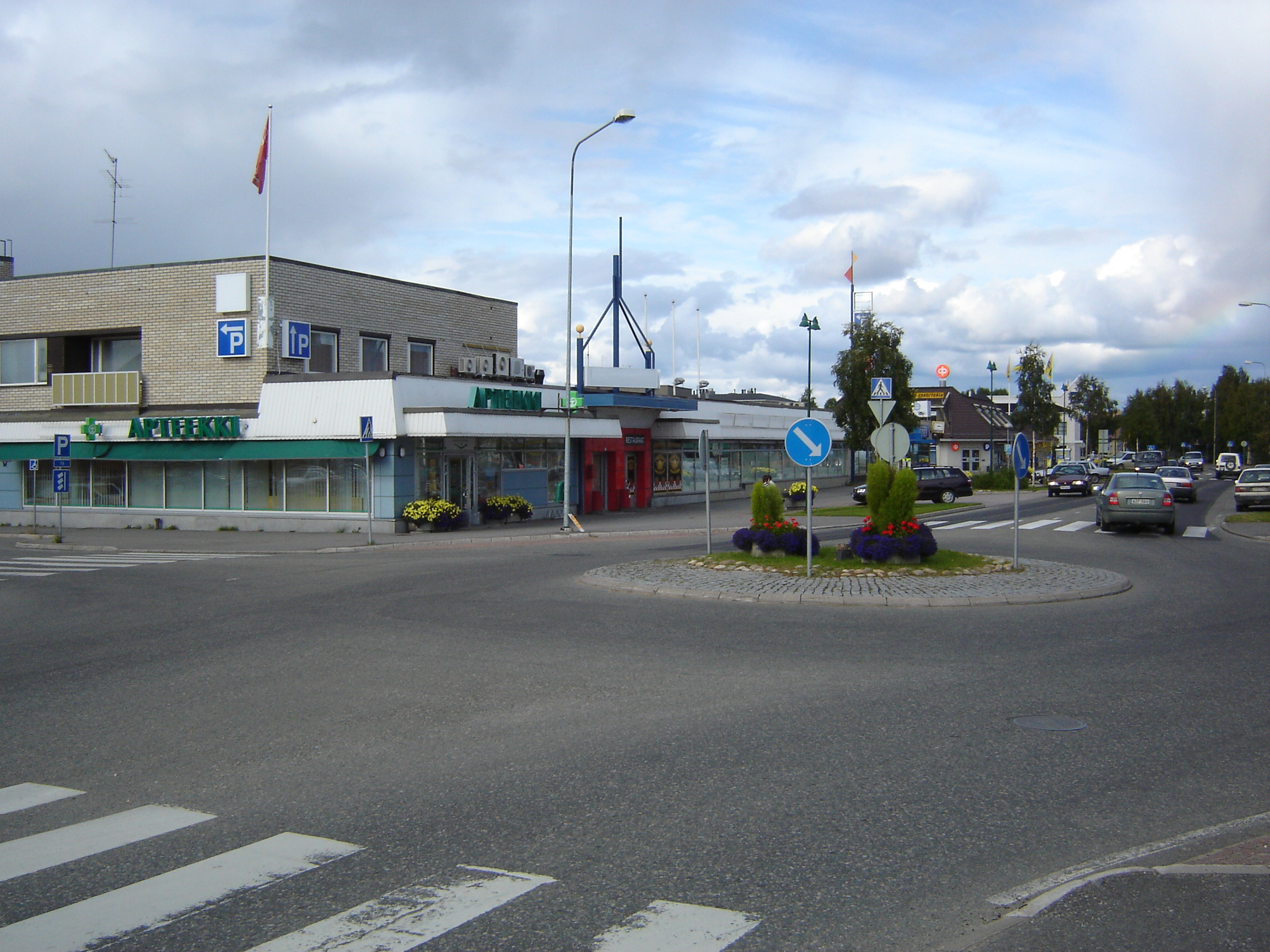
Im Gemeindezentrum von Sodankylä

Der Hauptort der Gemeinde Sodankylä ist das namensgebende Kirchdorf Sodankylä (Sodankylän kirkonkylä). Im Gemeindezentrum samt Umgebung leben fast zwei Drittel der Gemeindebevölkerung. Die übrigen Einwohner verteilen sich auf eine Reihe von weit verstreuten kleineren Dörfern und Streusiedlungen im Gemeindegebiet.
Die Dörfer von Sodankylä (Einwohnerzahlen zum 31. Dezember 2005)
| - Aska (230 Einwohner) - Hinganmaa-Kaarto (75 Einwohner) - Jeesiö (182 Einwohner) - Kelujärvi-Puolakkavaara (276 Einwohner) - Kersilö (65 Einwohner) - Kierinki (124 Einwohner) - Kukasjärvi (54 Einwohner) - Lismanaapa (40 Einwohner) - Lokka (98 Einwohner) - Moskuvaara (49 Einwohner) - Orajärvi (201 Einwohner) - Petkula-Madetkoski (104 Einwohner) - Rajala (94 Einwohner) - Raudanjoki (87 Einwohner) | - Riippi (153 Einwohner) - Sassali (65 Einwohner) - Sattanen (324 Einwohner) - Seipäjärvi (58 Einwohner) - Siurunmaa (55 Einwohner) - Sodankylä (samt Umgebung) (5723 Einwohner) - Syväjärvi-Heinäperä (194 Einwohner) - Torvinen (126 Einwohner) - Uimaniemi-Murtomaa (47 Einwohner) - Unari (63 Einwohner) - Vaalajärvi (315 Einwohner) - Vuojärvi (86 Einwohner) - Vuotso (328 Einwohner) |

### Landschaft und Natur

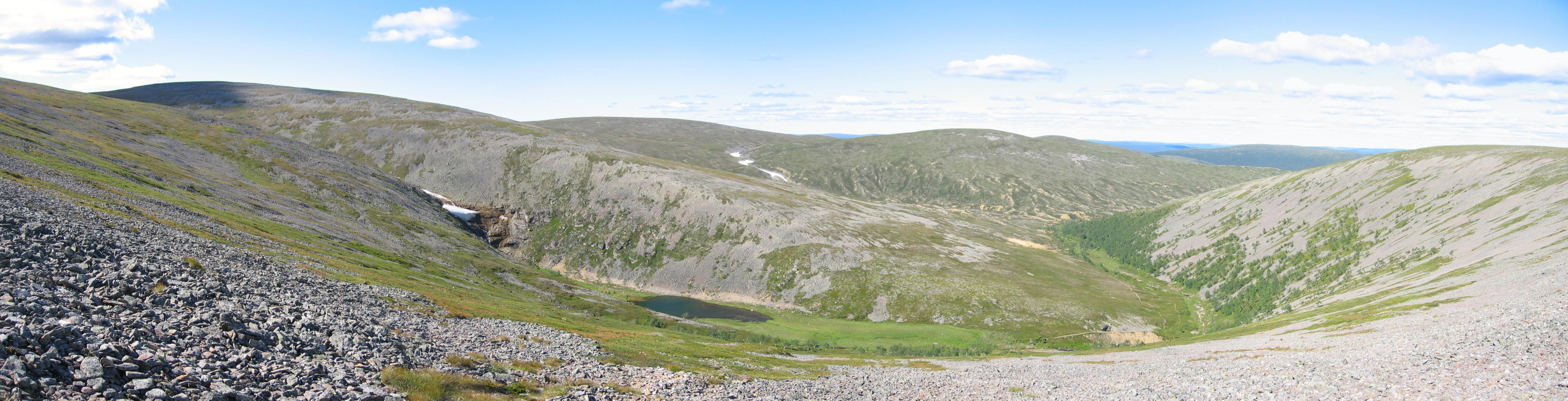
Das Paratiisikuru-Tal liegt im Fjellgebiet Saariselkä

Landschaftlich gehört Sodankylä zum Großraum Lappland, genauer zum sogenannten Wald-Lappland. Ein Großteil des Gemeindegebiets ist bewaldet. Vorherrschende Baumarten sind Kiefer (76 %), Birke (13 %) und Fichte (11 %). Der Süden Sodankyläs ist flach und reich an Aapamooren. Vereinzelt erheben sich aus der Umgebung Fjells (tunturi), für die Landschaft Lapplands charakteristische Anhöhen, die die Baumgrenze überragen. Hierzu gehört etwa der 514 m hohe Luosto, der zusammen mit dem in der Nachbargemeinde Pelkosenniemi gelegenen Pyhätunturi eine 35 Kilometer lange Bergkette bildet. Im Nordwesten hat Sodankylä Anteil an Saariselkä, einem ausgedehnten und gänzlich unbewohnten Fjellgebiet. Die höchste Erhebung ist der 718 m hohe Sokosti.
In Sodankylä liegen Teile der Nationalparks Urho Kekkonen und Pyhä-Luosto sowie der Naturpark Sompio. In der Wildnis Sodankyläs leben zahlreiche Tiere, darunter alle vier Großraubtierarten Finnlands (Braunbären, Wölfe, Luchse und Vielfraße), daneben Elche und halbdomestizierte Rentiere. Insgesamt stehen 28 % der Fläche Sodankyläs unter Naturschutz unterschiedlichen Grades. In der Vergangenheit kam es zu Konflikten zwischen Naturschützern und der Forstindustrie, weil auch unter den ungeschützten Flächen unberührte Urwälder sind.

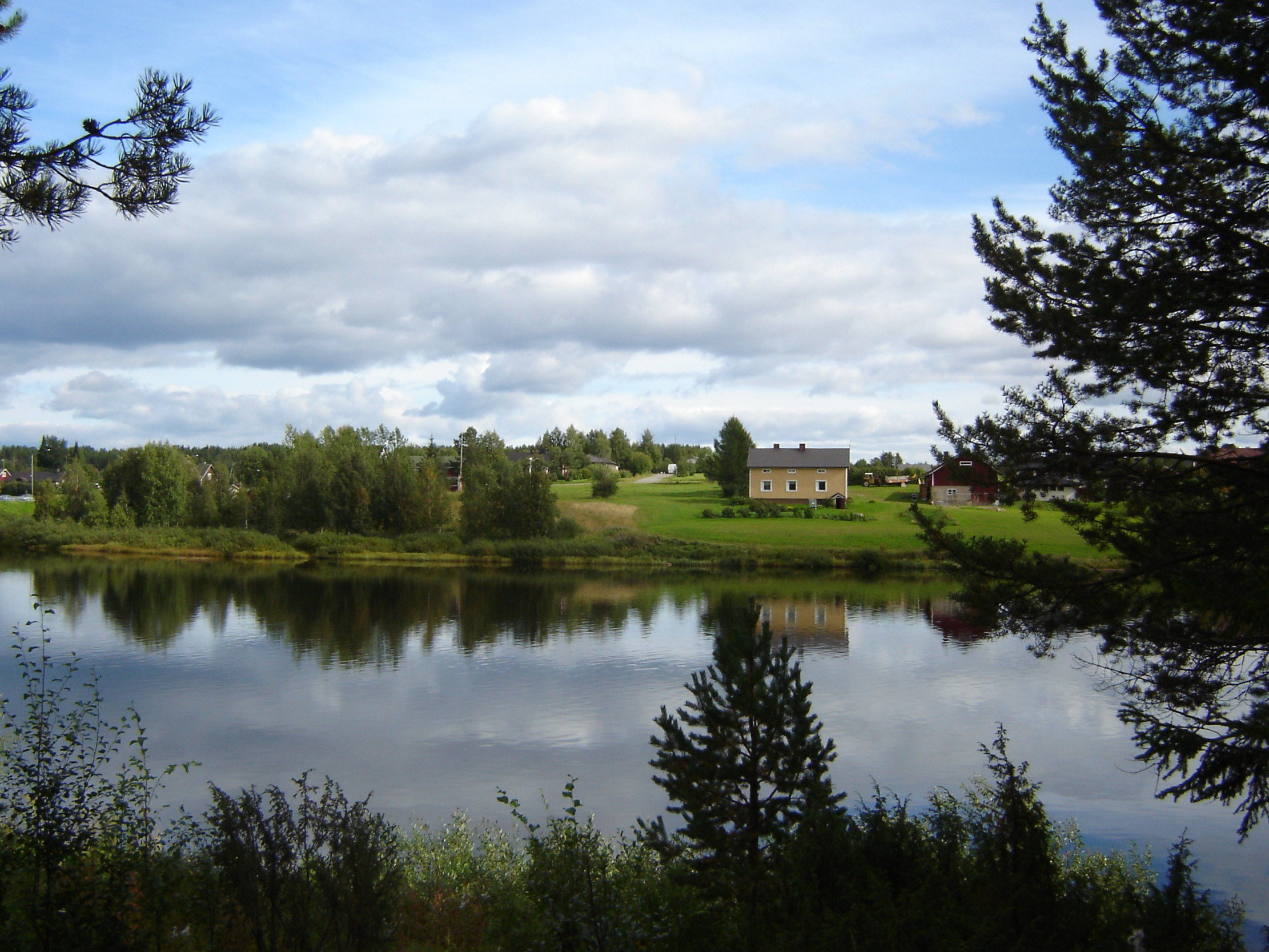
Der Kitinen-Fluss im Gemeindezentrum von Sodankylä

Binnengewässer bedecken in Sodankylä eine Fläche von 718,65 km² (knapp 6 % des Gemeindegebiets). Durch die Gemeinde fließen mehrere Zuflüsse des Kemijoki, des längsten finnischen Stroms. Das Gemeindezentrum von Sodankylä liegt am Ufer des Flusses Kitinen. Der 278 km lange Kitinen entspringt im Norden von Sodankylä und fließt in Richtung Süden durch das Gemeindegebiet, ehe er bei Pelkosenniemi in den Kemijoki mündet. Der Fluss Luiro entsteht als Abfluss des Luirojärvi-Sees im Saariselkä-Gebiet und vereinigt sich kurz vor der Einmündung in den Kemijoki mit dem Kitinen. Weitere Zuflüsse des Kitinen sind der Sattanen und Jeesiöjoki. Die Seen in Sodankylä sind größtenteils eher klein, im Gemeindegebiet befinden sich aber zwei große Stauseen, die für die Zwecke der Wasserkraft angelegt wurden: Der Lokka-Stausee entstand 1967 durch Aufstauung des Flusses Luiro und hat je nach Wasserstand eine Fläche von 216 bis 417 km². Drei Jahre später wurde der Porttipahta-Stausee (34 bis 214 km²) am Oberlauf des Kitinen angelegt.

### Klima
Das Klima in Sodankylä ist kaltgemäßigt und kontinental geprägt. Die Jahresdurchschnittstemperatur beträgt −0,4 °C (zum Vergleich: Helsinki etwa +5 °C, Berlin etwa +9 °C). Der wärmste Monat ist der Juli mit einer mittleren Durchschnittstemperatur von 14,7 °C, der kälteste der Januar mit −13,5 °C. Die Winter sind lang und gehören zu den kältesten Finnlands, weil Sodankylä bereits recht weit nördlich liegt, das Klima aber kontinentaler ist als im nördlichsten Lappland. Die zweitniedrigste jemals in Finnland gemessene Temperatur wurde im Februar 1862 mit −51,3 °C in Sodankylä registriert, für die Monate September bis November und Februar hält Sodankylä jeweils den Kälterekord. Die Sommer sind kurz, aber durchaus warm. Wie für Lappland typisch ist die Niederschlagssumme bei ca. 500 mm verhältnismäßig niedrig. Der meiste Niederschlag fällt im Juli, der geringste im März. Eine bleibende Schneedecke herrscht im Schnitt zwischen 30. Oktober und 15. Mai vor.
Das Gemeindezentrum von Sodankylä liegt 95 Kilometer nördlich des Polarkreises. Entsprechend herrschen extreme jahreszeitliche Unterschiede in der Sonnenscheindauer: Vom 30. Mai bis 15. Juli scheint die Mitternachtssonne. Entsprechend herrscht zwischen 19. und 25. Dezember die Polarnacht (kaamos), während deren die Sonne gar nicht aufgeht.
|                       | Jan   | Feb   | Mär   | Apr  | Mai | Jun  | Jul  | Aug  | Sep | Okt  | Nov   | Dez   |   |      |
| Mittl. Tagesmax. (°C) | −10,5 | −9,2  | −3,4  | 2,5  | 9,5 | 16,6 | 19,0 | 15,9 | 9,7 | 2,5  | −4,2  | −8,5  | ⌀ | 3,4  |
| Mittl. Tagesmin. (°C) | −20,6 | −19,2 | −14,7 | −7,8 | 0,0 | 6,2  | 8,8  | 6,5  | 2,1 | −3,4 | −11,4 | −18,4 | ⌀ | −5,9 |
|                       |       |       |       |      |     |      |      |      |     |      |       |       |   |      |
| Niederschlag (mm)     | 31    | 26    | 25    | 24   | 35  | 56   | 65   | 63   | 55  | 51   | 39    | 31    | Σ | 501  |
|                       |       |       |       |      |     |      |      |      |     |      |       |       |   |      |
| Sonnenstunden (h/d)   | 0,3   | 1,9   | 4,4   | 6,4  | 7,7 | 9,4  | 9,7  | 6,5  | 3,6 | 2,1  | 0,8   | 0,1   | ⌀ | 4,4  |
|                       |       |       |       |      |     |      |      |      |     |      |       |       |   |      |
| Regentage (d)         | 9     | 8     | 7     | 7    | 7   | 9    | 11   | 11   | 10  | 11   | 10    | 9     | Σ | 109  |
|                       |       |       |       |      |     |      |      |      |     |      |       |       |   |      |
| Luftfeuchtigkeit (%)  | 85    | 84    | 80    | 72   | 66  | 65   | 69   | 77   | 84  | 87   | 89    | 86    | ⌀ | 78,6 |

| −20,6 |

| −19,2 |

| −14,7 |

| −7,8 |

| 0,0 |

| 6,2 |

| 8,8 |

| 6,5 |

| 2,1 |

| −3,4 |

| −11,4 |

| −18,4 |

| −20,6 |

| −19,2 |

| −14,7 |

| −7,8 |

| 0,0 |

| 6,2 |

| 8,8 |

| 6,5 |

| 2,1 |

| −3,4 |

| −11,4 |

| −18,4 |

## Geschichte

### Vorgeschichte und schwedische Zeit

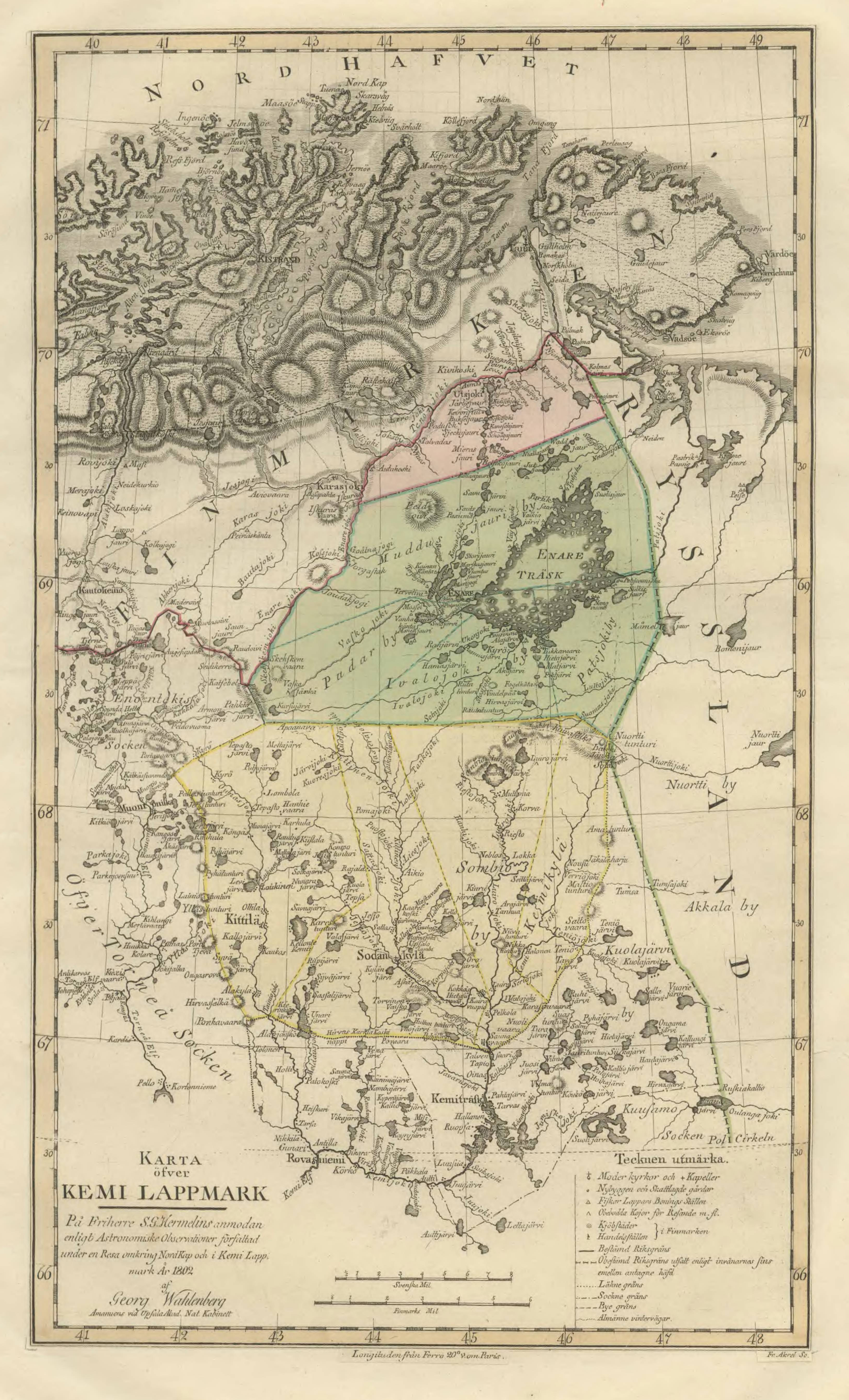
Samendörfer in der Kemi-Lappmark (1804)

Nach dem Rückzug der Gletscher am Ende der letzten Eiszeit verbreitete sich die erste menschliche Besiedlung im Gebiet von Sodankylä. Die ältesten Siedlungsspuren stammen aus der Zeit um 5000 v. Chr. Durch die Vermischung der steinzeitlichen Urbevölkerung und der ab dem 3. Jahrtausend v. Chr. einwandernden Finno-Ugrier entstand die samische (lappische) Bevölkerung Lapplands, die in Sodankylä lange vorherrschend blieb. Die Samen von Sodankylä gehörten zum Kulturkreis der „Waldsamen“ der sogenannten Kemi-Lappmark, d. h. des samischen Siedlungsgebiets am Oberlauf des Kemijoki. Diese samische Volksgruppe sprach Kemisamisch und lebte von Jagd und Fischfang. Die Lebensweise der Samen war halbnomadisch: Im Frühjahr machten sie Jagd auf die wilden Waldrentiere, im Sommer betrieben sie Fischerei und sammelten Beeren, in der kalten Jahreszeit versammelten sie sich in einem Winterdorf, um Handel zu treiben und ihre gerichtlichen und religiösen Angelegenheiten zu regeln. Die Einwohner eines Winterdorfes bildeten eine Gemeinschaft, die das Nutzungsrecht an einem festgelegten Gebiet besaß. Im Gebiet des heutigen Sodankylä befanden sich zwei solche Samendörfer: Sodankylä und Sompio. Der Name Sodankylä bedeutet auf Finnisch wörtlich übersetzt „Kriegsdorf“. Tatsächlich leitet er sich aber über die alte Form Sovankylä vom samischen Personennamen Sova bzw. Tsoavva ab.
Ab der Mitte des 16. Jahrhunderts geriet das Gebiet von Sodankylä immer stärker unter den Einfluss des Schwedischen Reiches. Zu dieser Zeit verlief die Grenze des samischen Lapplands und des finnischen Siedlungsgebiets südlich von Sodankylä. Ende des 17. Jahrhunderts begann der schwedische Staat, die Besiedlung Lapplands zu forcieren: 1673 wurde allen Neusiedlern, die sich in Lappland niederließen, für 15 Jahre Steuerfreiheit gewährt. In der Folge ließen sich Ackerbau und Viehzucht betreibende finnische Neusiedler in Sodankylä nieder. Zur gleichen Zeit wurden die zuvor schamanistischen Samen christianisiert. Mit dem Bau der Alten Kirche von Sodankylä im Jahr 1689 festigte sich die Stellung der Kirchenverwaltung. 1747 wurde Sodankylä zu einer eigenen Kirchengemeinde erhoben, zu der die Samendörfer Sodankylä, Sompio, Kittilä und Keminkylä (heute Pelkosenniemi und Savukoski) gehörten.

### Russische Zeit
Als Schweden 1809 im Vertrag von Fredrikshamn das Gebiet des heutigen Finnland an Russland abtrat, wurde auch Sodankylä zu einem Teil des neugegründeten Großfürstentums Finnland. Durch die finnische Zuwanderung und die Übernahme der sesshaften Ackerbaukultur wurde die samische Bevölkerung Sodankyläs nach und nach assimiliert. Etwa zur gleichen Zeit mit der Ausrottung des Waldrentiers starben Mitte des 19. Jahrhunderts die waldsamische Kultur Sodankyläs und die kemisamische Sprache endgültig aus. Gleichzeitig ließen sich aber im Norden Sodankyläs Nordsamisch sprechende Rentiernomaden aus dem nordlappischen Gebiet um Kautokeino nieder, die nach der Schließung der russisch-norwegischen Grenze im Jahr 1852 nicht mehr wie zuvor mit ihren Herden zwischen dem Binnenland und der Eismeerküste hin und her ziehen konnten und ihre Weidegebiete nach Süden verlegen mussten. Diese neue samische Bevölkerungsgruppe führte die Rentierzucht in Sodankylä ein, die in der Folgezeit auch von der finnischen Bevölkerung als Erwerbszweig übernommen wurde.

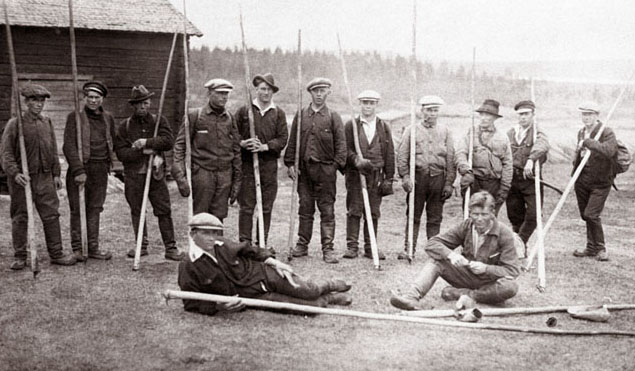
Flößer am Kitinen, um 1930

Als die Einwohnerzahl Sodankyläs zunahm, wurde die alte Holzkirche der Gemeinde zu klein. 1859 wurde die Neue Kirche eingeweiht. Unterdessen hatte sich Kittilä 1854 als eigenständige Kirchengemeinde von Sodankylä gelöst, Pelkosenniemi und Savukoski machten sich 1917 selbstständig.
Gegen Ende des 19. Jahrhunderts stieg in Lappland die Nachfrage nach Holz, als im Zuge der Industrialisierung in den Küstenstädten Tornio und Kemi dampfbetriebene Sägewerke gegründet wurden. Auch in Sodankylä entwickelte sich die Forstwirtschaft zu einem wichtigen Industriezweig und brachte zahlreiche Arbeitskräfte in die Gegend. In den Wäldern der Gemeinde wurde in großem Umfang Holz geschlagen und anschließend den Kemijoki hinab geflößt. Mit dem Aufkommen der Forstwirtschaft ging der Ausbau der Infrastruktur einher: 1902 wurde die Landstraße von Rovaniemi nach Sodankylä fertiggestellt. Zuvor war die Gemeinde nur auf dem Wasserweg erreichbar gewesen.

### Seit der Unabhängigkeit
Mit der finnischen Unabhängigkeitserklärung wurde auch Sodankylä 1917 Teil der unabhängigen Republik Finnland.

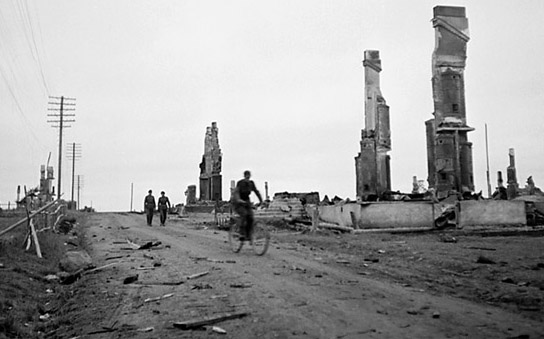
Das von der Wehrmacht zerstörte Kirchdorf Sodankylä

Während des finnisch-sowjetischen Winterkriegs von 1939–1940 wurden die grenznahen Dörfer Sodankyläs evakuiert. Nach Ausbruch des Fortsetzungskriegs, in dem Finnland 1941–1944 in sogenannter Waffenbrüderschaft mit Deutschland gegen die Sowjetunion kämpfte, verzichtete man zunächst auf eine erneute Evakuierung. Erst nachdem sowjetische Partisanen im Juli 1944 das Dorf Lokka angriffen und mehrere Zivilisten töteten, wurden die Einwohner in Sicherheit gebracht. Als Finnland am 4. September 1944 den Waffenstillstand von Moskau mit der Sowjetunion schloss, in dem es sich verpflichtete, die deutschen Truppen aus dem Land zu vertreiben, brach der finnisch-deutsche Lapplandkrieg aus. Nun musste auch die Bevölkerung aus den restlichen Teilen der Gemeinde evakuiert werden, da sich in Sodankylä, das wie ganz Nordfinnland während des Fortsetzungskriegs zum Operationsgebiet der Wehrmacht gehört hatte, deutsche Truppen befanden. Die Deutschen zogen sich aus Lappland zurück, wandten dabei aber die Taktik der verbrannten Erde an und zerstörten bei ihrem Rückzug auch das Kirchdorf Sodankylä.
In der Nachkriegszeit wurde Sodankylä wiederaufgebaut. Um mehrere im Krieg verlorene Kraftwerke zu ersetzen und die Konjunktur Lapplands zu fördern, wurden der Kemijoki und seine Nebenflüsse für die Wasserkraft nutzbar gemacht. So entstanden auch in Sodankylä mehrere Wasserkraftwerke. Um die Wassermenge regulieren zu können, wurden 1967 bzw. 1970 die Stauseen Lokka und Porttipahta angelegt. Mehrere Dörfer verschwanden dabei unter den Fluten, insgesamt mussten rund 600 Menschen umgesiedelt werden.

## Bevölkerung

### Bevölkerungsentwicklung und -struktur
Sodankylä hat derzeit knapp 9000 Einwohner. Die Gemeinde ist von den demografischen Problemen des strukturschwachen Lapplands – Abwanderung und Überalterung – stark betroffen: Mitte der 1990er Jahre hatte die Einwohnerzahl noch knapp 11.000 betragen. Weil aber das strukturschwache Lappland von der finnischen Wirtschaftskrise schwerer getroffen wurde als der Süden des Landes, setzte eine Abwanderungswelle in die Wachstumszentren des Südens ein. Seitdem verringert sich die Einwohnerzahl Sodankyläs konstant um durchschnittlich anderthalb Prozent pro Jahr. Zugleich ist das Durchschnittsalter der Gemeindebevölkerung rapide gestiegen: Während 1990 nur 9 % der Einwohner älter als 64 Jahre waren, waren es 2006 bereits 19 %. Im gleichen Zeitraum sank der Anteil der unter 15-Jährigen von 21 % auf 15 %.
| Jahr      | 1980   | 1985   | 1990   | 1995   | 1996   | 1997   | 1998   | 1999   | 2000  | 2001  | 2002  | 2003  | 2004  | 2005  | 2006  | 2009  | 2011  | 2013  | 2016  |
| Einwohner | 10.117 | 10.490 | 10.576 | 10.736 | 10.563 | 10.450 | 10.283 | 10.105 | 9.922 | 9.674 | 9.489 | 9.373 | 9.336 | 9.216 | 9.081 | 8.801 | 8.806 | 8.884 | 8.653 |

### Samen
Der Norden von Sodankylä gehört zum Siedlungsgebiet des indigenen Volks der Samen (Lappen) in Nordlappland. Der Ort Vuotso (Vuohčču) ist das südlichste samische Dorf Finnlands. Der Rest des Gemeindegebiets wird indes von ethnischen Finnen bewohnt. Somit machen die Samen mit 4 % nur einen kleinen Teil der Gesamtbevölkerung Sodankyläs aus. Viele Samen haben indes ihre Sprache aufgegeben: Nur 123 Personen, also 1,4 % der Gemeindebevölkerung, sprechen Samisch als Muttersprache. Der Nordteil Sodankyläs gehört zum gesetzlich festgeschriebenen „Heimatgebiet“ (kotiseutualue) der Samen in Finnland. Daher hat die in Sodankylä verwendete Variante des Samischen, die nordsamische Sprache, in der Gemeinde einen offiziellen Status und darf im Umgang mit den Behörden verwendet werden.

## Politik

### Verwaltung
Wie allgemein in den ländlichen Gegenden Finnlands ist auch in Sodankylä die Zentrumspartei die stärkste politische Kraft. Zwar brach sie bei der Kommunalwahl 2008 erheblich ein und büßte ihre absolute Mehrheit ein, doch stellt sie mit 14 von 35 Abgeordneten im Gemeinderat, der höchsten Entscheidungsinstanz bei lokalen Angelegenheiten, nach wie vor die größte Fraktion. Das Linksbündnis ist, wie in Lappland üblich, mit mehr als einem Fünftel der Stimmen recht stark vertreten und verfügt über acht Sitze im Gemeinderat. Die Nationale Sammlungspartei und die Sozialdemokraten, die landesweit zu den drei großen Parteien zählen, sowie die rechtspopulistischen Basisfinnen konnten bei der Kommunalwahl ihr Ergebnis deutlich verbessern und kommen nun auf sechs, vier respektive drei Abgeordnete im Gemeinderat.
| Partei                    | Wahlergebnis 2008 | Sitze |
| ------------------------- | ----------------- | ----- |
| Zentrumspartei            | 39,3 %            | 14    |
| Linksbündnis              | 21,0 %            | 08    |
| Nationale Sammlungspartei | 17,8 %            | 06    |
| Sozialdemokraten          | 13,1 %            | 04    |
| Basisfinnen               | 08,8 %            | 03    |

### Wappen

Das Wappen von Sodankylä

Das Wappen von Sodankylä wurde 1960 von Aarno Liuskiala entworfen. Es zeigt im schwarzen Schild einen Balken in Silber mit einem an der Oberseite geflammten Faden in Rot, darüber einen sechszackigen Stern in Silber. Das Wappenmotiv stellt eine besondere, in Finnland als rakovalkea bekannte Form des Lagerfeuers dar, die aus einer brennenden Furche zwischen zwei Baumstämmen besteht, und symbolisiert die Waldläuferkultur Lapplands. Die schwarze Farbe und der Stern stehen für die lange Polarnacht.

### Gemeindepartnerschaften
Sodankylä unterhält Gemeindepartnerschaften mit folgenden Städten und Gemeinden:
- Kola (Russland, seit 1968)
- Berlevåg (Norwegen, seit 1971)
- Norsjö (Schweden, seit 1977)
- Heiligenblut (Österreich, seit 1979)

## Wirtschaft und Infrastruktur

### Wirtschaftsstruktur
Die Wirtschaftsstruktur Sodankyläs weist die für das strukturschwache Lappland typischen Merkmale auf: Ein mit 70,7 % überproportional großer Teil der Einwohner der Gemeinde ist im Dienstleistungssektor beschäftigt, davon über die Hälfte in Staatsdiensten. Der größte individuelle Arbeitgeber ist die Gemeindeverwaltung, gefolgt von der finnischen Armee, deren Garnison in Sodankylä Standort der rund 1100 Mann starken Jägerbrigade (Jääkäriprikaati) ist, und der finnischen Forstbehörde Metsähallitus. Dank der Nationalparks im Gemeindegebiet und einem Skisportzentrum am Luosto-Fjell spielt der Tourismus als Erwerbszweig eine gewisse Rolle. Luosto und das benachbarte Skisportzentrum Pyhä am Pyhätunturi verzeichnen insgesamt rund 110.000 Übernachtungen pro Jahr und gehören damit zu den kleineren Skisportzentren Lapplands.
In der Land- und Forstwirtschaft arbeiten 11,9 % der erwerbstätigen Bevölkerung. Die Forstwirtschaft, einst wichtigster Erwerbszweig Sodankyläs, spielt nach wie vor eine große Rolle, die Anzahl der Arbeitsplätze in diesem Sektor ist aber wegen der Mechanisierung stark zurückgegangen. Auch die Flößerei auf dem Kemijoki wurde 1991 endgültig eingestellt. Wegen der klimatischen Bedingungen beschränkt sich die Landwirtschaft im Wesentlichen auf Molkereiwirtschaft. Daneben wird Rentierzucht betrieben.
Sodankylä verfügt über keine nennenswerte Industrie. Dafür sind Bergbau und Energieproduktion für die Wirtschaft der Gemeinde von Bedeutung. 1934 wurde in Tankavaara ein Goldvorkommen entdeckt. Heute wird die Goldgräbertradition des Ortes vor allem touristisch verwertet. Im Bergwerk Pahtavaara wird dagegen heute noch Gold gefördert: Das 1985 entdeckte Vorkommen wird auf 15 Tonnen geschätzt. Die Mine ist seit 2002 im Besitz des schwedischen Konzerns ScanMining und beschäftigt rund 100 Arbeiter. An den Flüssen Kitinen und Luiro befinden sich insgesamt sieben Wasserkraftwerke des Konzerns Kemijoki Oy. Die jährliche Stromproduktion der Kraftwerke beträgt 471,5 GWh, was rund 4 % der gesamten finnischen Wasserkraftproduktion ausmacht.
Die Arbeitslosenquote liegt in Sodankylä mit 17,7 % (Jahresmittel 2006) deutlich über dem landesweiten Durchschnitt und ist etwas höher als der Mittelwert Lapplands. Um der Arbeitslosigkeit abzuhelfen, wurde das Projekt Astropolis Sodankylä ins Leben gerufen. Es wird unter anderem von der Gemeinde und mehreren finnischen Hochschulen getragen und soll den Ort zu einem Hi-Tech-Standort machen.

### Verkehr

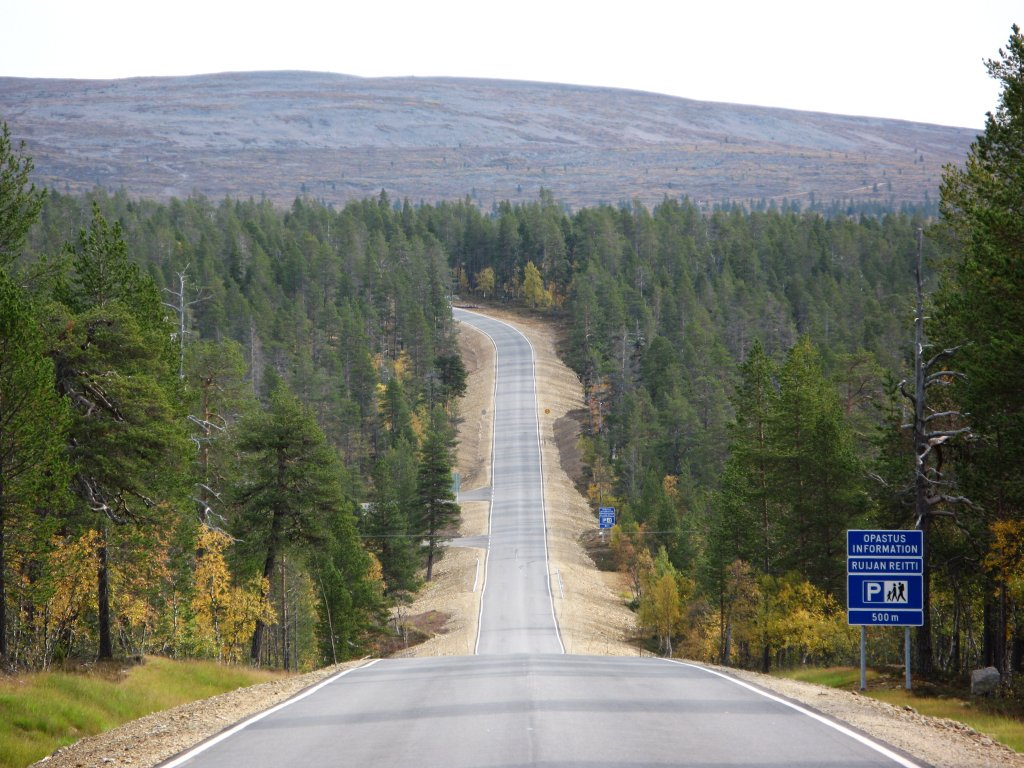
Die Verbindungsstraße 9695 in Sodankylä, im Hintergrund der Niilanpää-Fjell

Im Gemeindezentrum von Sodankylä treffen sich zwei wichtige Fernstraßen: Die Staatsstraße 4, die von der Hauptstadt Helsinki in Nord-Süd-Richtung durch ganz Finnland bis nach Utsjoki führt, durchquert den Ort. Der Streckenabschnitt von Rovaniemi über Sodankylä nach Ivalo ist als Eismeerstraße (Jäämerentie) bekannt, weil die Strecke vor dem Zweiten Weltkrieg bis nach Petsamo an die Eismeerküste führte. Die zweite große Nord-Süd-Verbindung Finnlands, die Staatsstraße 5, endet über Kemijärvi und Kuusamo aus Südfinnland kommend in Sodankylä. Mit dem westlich gelegenen Kittilä ist Sodankylä über die Hauptstraße 80 verbunden. Die Dörfer im Gemeindegebiet sind über kleinere Landstraßen erreichbar.
An das Bahnnetz ist Sodankylä nicht angeschlossen. Die nächsten Bahnhöfe befinden sich in Kemijärvi und Rovaniemi 108 bzw. 129 Kilometer südlich. Mit dem drei Kilometer südlich des Gemeindezentrums gelegenen Flugplatz Sodankylä verfügt die Gemeinde über einen eigenen Flugplatz, der derzeit nur von der Allgemeinen Luftfahrt genutzt wird. Zuletzt hatte die Fluggesellschaft Air Botnia zwischen 1989 und 1996 Flüge auf der Strecke Oulu-Rovaniemi-Sodankylä-Ivalo angeboten.

### Bildung und Forschung
In der Gemeinde Sodankylä gibt es neun Grundschulen: in den Schulen des Kirchdorfs, von Järvikylät, Lokka und Vuotso werden Schüler von der Vorschule bis zur neunten Klasse unterrichtet. Die Schüler an den Schulen von Kelujärvi, Orajärvi, Sattanen, Torvinen und Vaalajärvi besuchen diese bis zur sechsten Klasse und müssen für den Besuch der Oberstufe in der siebten Klasse an eine der anderen Schulen wechseln. Die Hochschulreife können Schüler am Gymnasium von Sodankylä erlangen. Die rund 1000 Grundschüler und 200 Gymnasiasten werden von etwa 100 Lehrern unterrichtet. Der Erwachsenenbildung dient die Volkshochschule von Sodankylä. Die Bibliothek der Gemeinde befindet sich im Kirchdorf und verfügt über eine Sammlung von 95.000 Büchern. Die abgelegenen Gebiete werden mit einer fahrenden Bibliothek versorgt.

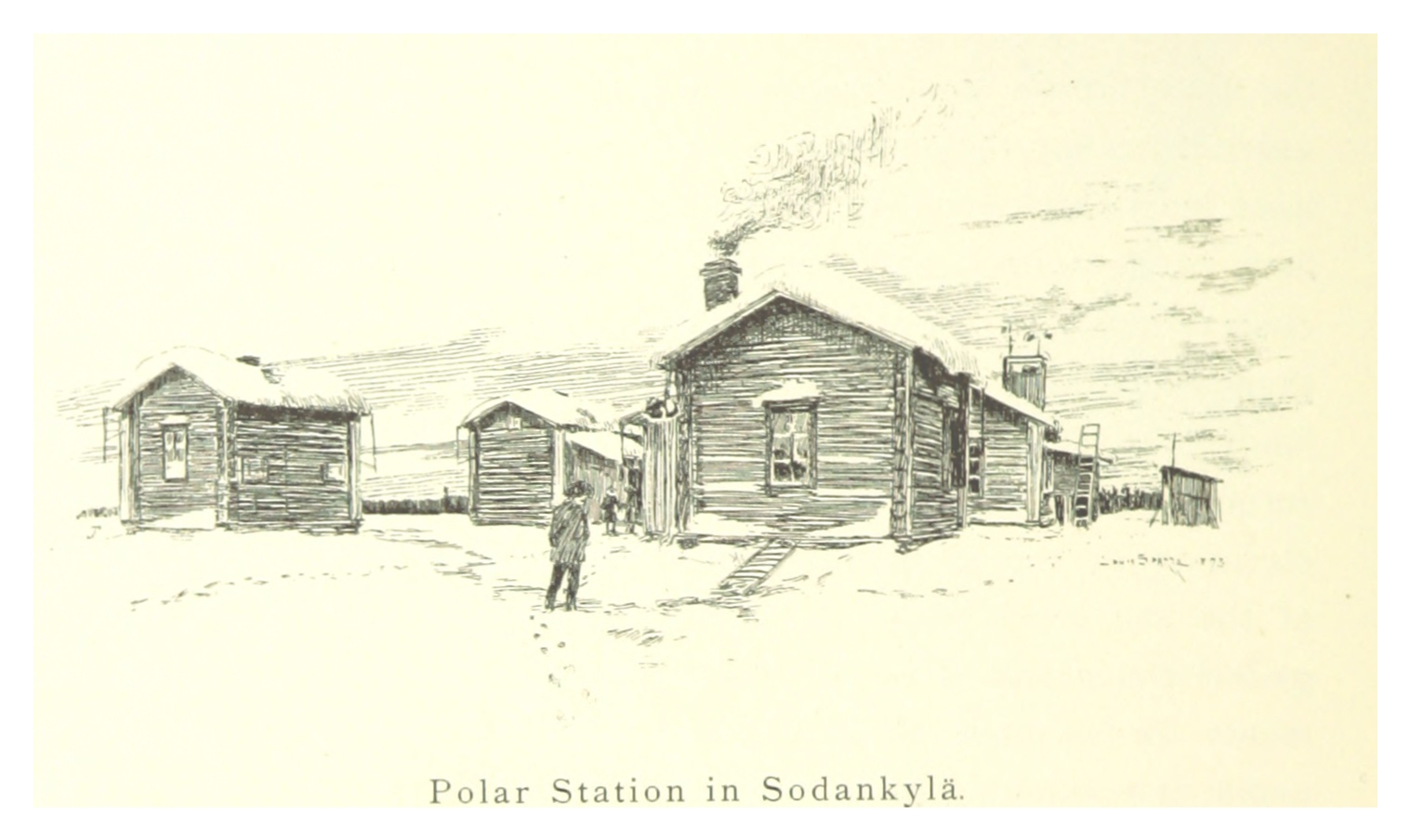
Die erste finnische POLAR STATION in den 1890er Jahren

Die Universität Oulu unterhält in Sodankylä ein geophysikalisches Observatorium. Bereits während des Ersten Internationalen Polarjahrs 1882/83 war im Dorf eine temporäre Beobachtungsstation eingerichtet worden. Die heutige Forschungsstation wurde 1913 von der Finnischen Akademie der Wissenschaften gegründet und ist seit 1997 ein eigenständiges Forschungsinstitut der Universität Oulu. Hier wird unter anderem Forschung zu den physikalischen Vorgängen in der Erdatmosphäre betrieben. Insbesondere umfasst dies auch die wissenschaftliche Beobachtung des Polarlichts.

## Kultur und Sehenswürdigkeiten

### Bauwerke

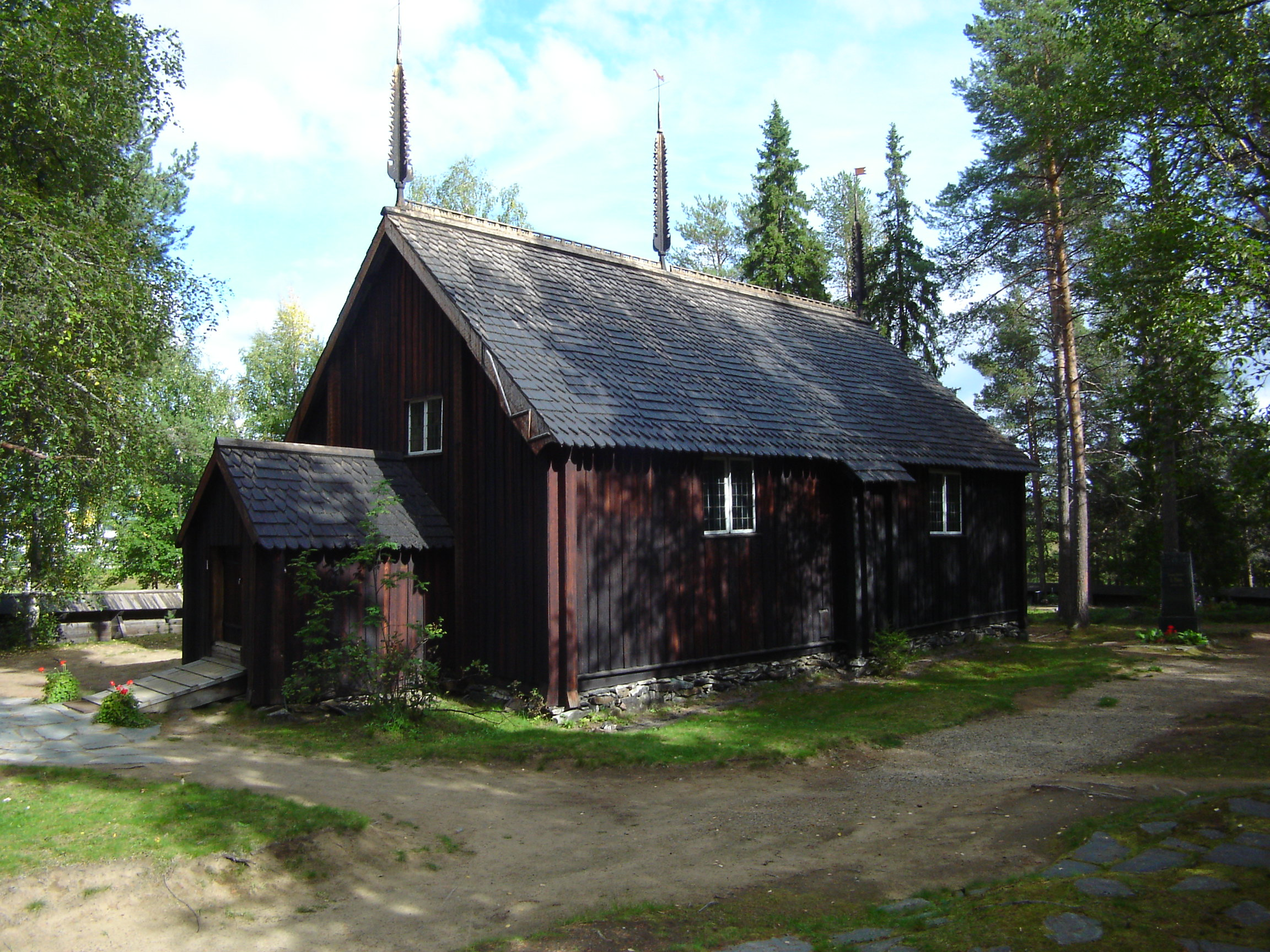
Alte Kirche

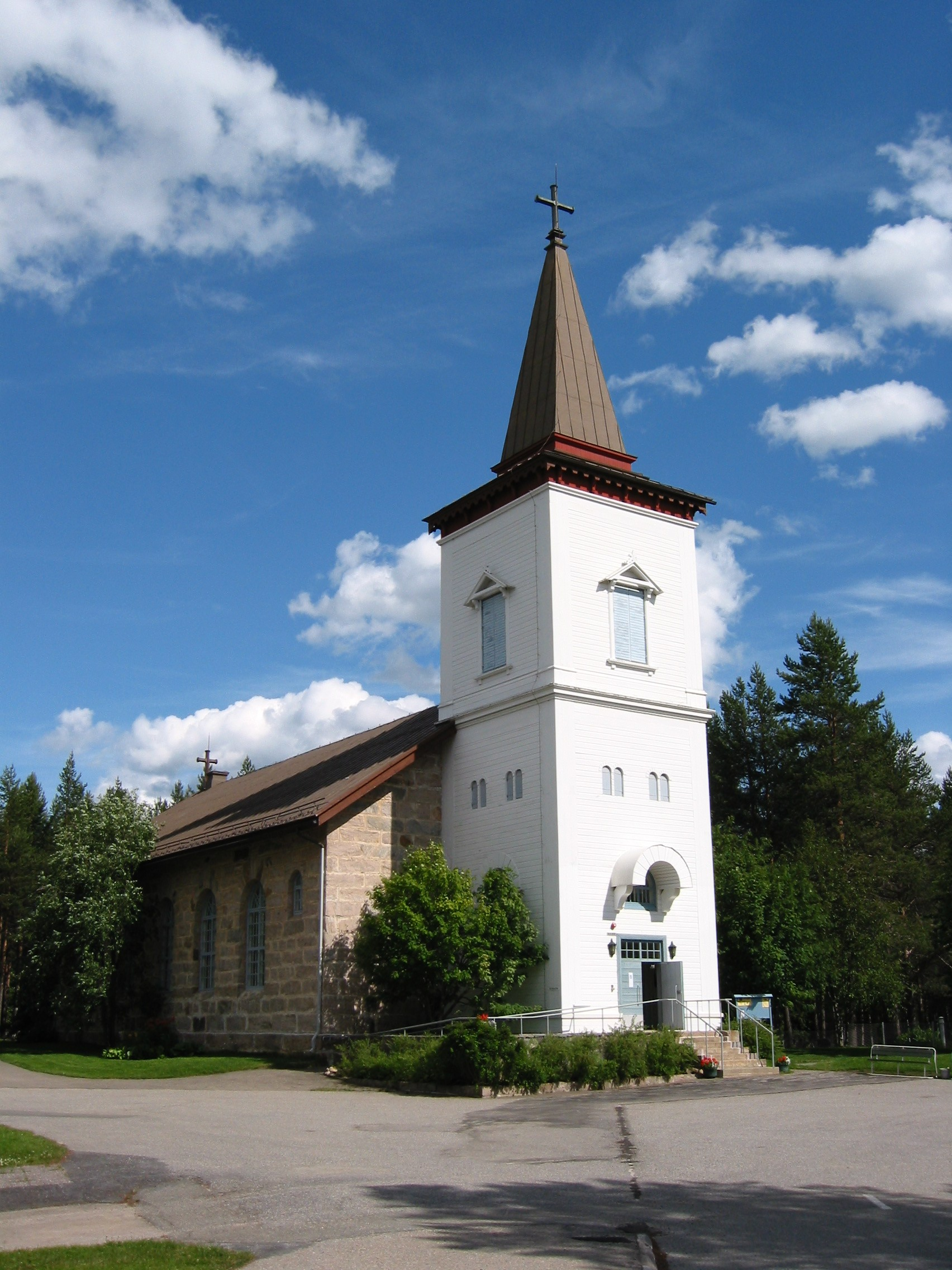
Neue Kirche

Das Gemeindezentrum von Sodankylä ist ein recht gesichtsloser Ort mit schmucklosen Zweckbauten aus der Nachkriegszeit. Von kulturgeschichtlichem Wert ist allein die am Ortsrand inmitten eines alten Friedhofs gelegene Alte Kirche von Sodankylä. Sie wurde 1689 erbaut und gehört somit zu den ältesten erhaltenen Holzkirchen Finnlands. Die in Blockbauweise errichtete Kirche vertritt den Bautyp der Stützpfeilerkirche mit rechteckigem Grundriss, wie er vor allem in der finnischen Landschaft Österbotten verbreitet war. An der Nordseite des heute turmlosen Baus ist eine Sakristei angebaut. Der Innenraum wird von einem gezimmerten Tonnengewölbe aus dem Jahr 1703 abgeschlossen. Altar und Kanzel der Kirche sind in ihrer ursprünglichen Form erhalten. Die Alte Kirche blieb im Lapplandkrieg unversehrt und wurde zuletzt 1980 restauriert. Obgleich die kleine Kirche sehr schlicht anmutet, ist sie in Anbetracht ihres hohen Alters und guten Erhaltungszustands sowie der Abgelegenheit Sodankyläs ein bemerkenswertes Baudenkmal.
Unweit der Alten Kirche befindet sich die Neue Kirche von Sodankylä. Der steinerne Bau wurde 1859 nach Plänen von Ludvig Isak Lindqvist fertiggestellt. Der ehemals an der Südseite der alten Kirche gesondert stehende Glockenturm wurde abgerissen, nachdem man die Glocken in den Kirchturm des Neubaus überführt hatte. Die Neue Kirche ist heute die Hauptkirche der Gemeinde. Die Alte Kirche wird nur noch im Sommer zu besonderen Anlässen genutzt.

### Museen
Das Heimatmuseum von Sodankylä stellt das Leben der bäuerlichen Bevölkerung Sodankyläs Anfang des 20. Jahrhunderts vor und besteht aus einem Komplex von 13 historischen Gebäuden unweit des Gemeindezentrums. Das Hauptgebäude ist das 1906 erbaute Bauernhaus Kuukkeli. Es stammt ursprünglich aus dem Dorf Riesto, das beim Bau des Lokka-Stausees unter Wasser gesetzt und 1962 auf das Museumsgelände verlegt wurde. Außerdem gehören zum Museumskomplex verschiedene Wirtschaftsgebäude, eine Rauchsauna und Teile eines Rentierzauns. Das älteste Exponat des Heimatmuseums ist ein rund 700 Jahre alter Ski.
Im Zentrum von Sodankylä befindet sich die Galerie Alariesto. Hier sind naive Malereien des aus Sodankylä stammenden Künstlers Andreas Alariesto (1900–1989) ausgestellt. An die Goldgräbertradition Lapplands erinnert das 1973 eröffnete Goldmuseum in Tankavaara. Zum Museumskomplex gehört eine Freilichtabteilung mit Gebäuden und Vorrichtungen aus der Zeit des lappischen Goldrauschs. Angeschlossen ist ein erlebnisorientiertes „Golddorf“, in dem Besucher sich selbst im Goldwaschen versuchen können. Ebenfalls im Tankavaara befindet sich das Koilliskaira-Naturzentrum, ein Besucherzentrum des Nationalparks Urho Kekkonen mit einer Ausstellung über Natur und Geschichte des Parks.

### Regelmäßige Veranstaltungen

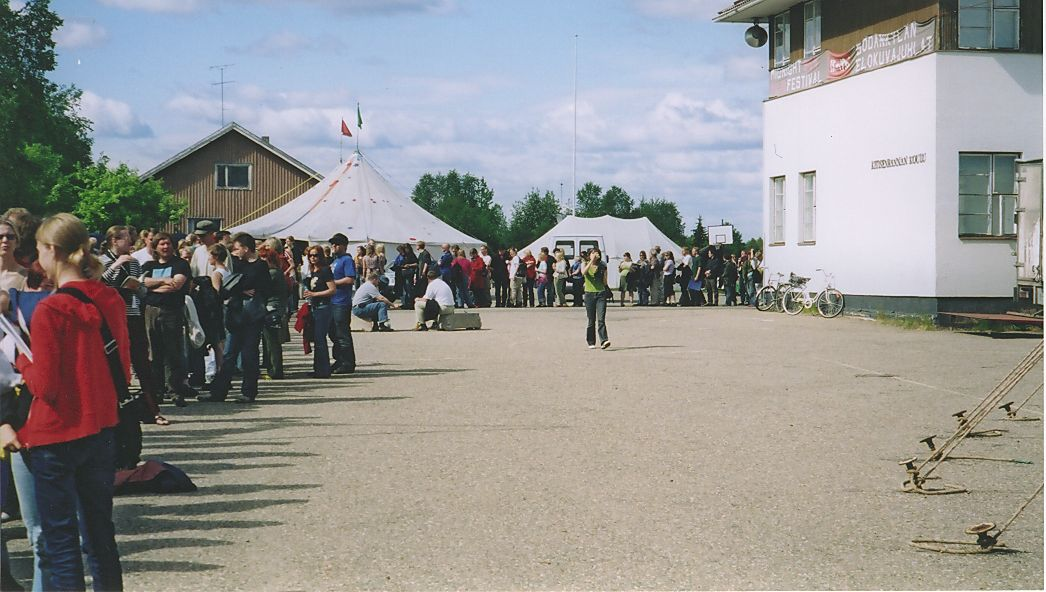
Besucherschlange beim Midnight Sun Film Festival 2005

Alljährlich Mitte Juni findet in Sodankylä das Midnight Sun Film Festival statt. Das nördlichste Filmfestival der Welt wurde 1986 von den Brüdern Aki und Mika Kaurismäki ins Leben gerufen und zieht regelmäßig 15.000 bis 20.000 Besucher an. Es versteht sich als Gegenveranstaltung zu glamourösen Filmfestspielen wie Cannes. Unter der namensgebenden Mitternachtssonne werden rund um die Uhr Filme gezeigt, auf einen Wettbewerb wurde bewusst verzichtet. Zu den bekanntesten Regisseuren, die am Midnight Summer Film Festival teilgenommen haben, gehören unter anderem Samuel Fuller, Jonathan Demme, Michael Powell, Jim Jarmusch und Wim Wenders.
Während der Polarnacht (kaamos) Ende November hingegen wird in Tankavaara und Saariselkä das Jazzfestival Kaamosjazz veranstaltet. Im Goldgräberdorf von Tankavaara findet alljährlich seit 1974 die finnische Meisterschaft im Goldwaschen statt, auch die Weltmeisterschaft wurde bereits siebenmal (zuletzt 2006) hier veranstaltet.

## Söhne und Töchter
- Andreas Alariesto (1900–1989), Maler
- Meri Maijala (* 1993), Biathletin
- Katja Riipi (* 1975), Eishockeyspielerin
- Johanna Sinisalo (* 1958), Schriftstellerin
- Aimo Tepsell (* 1932), Orientierungsläufer
- Pertti Ukkola (* 1950), Ringer